# Erik Kjeldsen
Erik Kjeldsen (Copenhaguen, 20 d'octubre de 1890 - Gentofte, 22 de febrer de 1976) va ser un ciclista danès que es dedicà principalment al ciclisme en pista. Va competir de manera amateur i va guanyar la medalla de plata al Campionat del món de velocitat amateur de 1921 per darrere del seu compatriota Henry Brask Andersen. El 1924 va prendre part en els Jocs Olímpics d'Estiu de París.

## Palmarès
- 1913
  -  Campió de Dinamarca amateur en velocitat
  - 1r al Nordisk Mesterskab, 1 km
- 1915
  - 1r al Nordisk Mesterskab, 10 km
- 1916
  -  Campió de Dinamarca amateur en velocitat
- 1917
  -  Campió de Dinamarca amateur en velocitat
  -  Campió de Dinamarca amateur en la milla